# Унер
Унер — село в Саянском районе Красноярского края. Административный центр Унерского сельсовета.

## История
Основано в 1859 году. В 1926 году село состояло из 333 хозяйств, основное население — русские. Являлось центром Унерского сельсовета Агинского района Канского округа Сибирского края.

## Население
| 1926 | 2010 |
| ---- | ---- |
| 1766 | ↘938 |

## Улицы
| - ул. Зелёная, - ул. Молодёжная, - ул. Партизанская, - ул. Советская, | - пер. Спортивный, - ул. Трактовая, - ул. Школьная. |